# Ceratodontimorpha
Dipneustes, Poissons pulmonés
Sous-classe
Super-ordre
Classification phylogénétique
- Ostéichthyens
  - Actinoptérygiens
  - Sarcoptérygiens
    - Actinistiens
    - Rhipidistiens
      - Dipneustes
      - Tétrapodes

Les Ceratodontimorpha (Dipneustes ou Poissons pulmonés) sont un super-ordre de poissons osseux de la classe des Sarcopterygii et le seul de la sous-classe des Dipnoi,.
Ces espèces ont la particularité d'être dotées d'un poumon utilisé en complément de la respiration branchiale. Elles étaient répandues dans le monde entier au Dévonien et au Trias, mais l'aire de distribution des six espèces et trois genres survivants au XXIe siècle est réduite à l'Amérique du Sud, à l'Afrique et à l'Australie, faisant de ces taxons des espèces reliques.
Ce groupe est connu depuis 1836, date à laquelle est décrite l'espèce Lepidosiren paradoxa par le zoologue viennois Leopold Fitzinger grâce à son collègue Johann Natterer qui l'a rapporté d'une expédition au Brésil, dans le bassin amazonien.

## Étymologie
Du grec ancien δίς (dís, « deux fois ») et πνέω (pnéô, « respirer »). Ces animaux pratiquent en effet la respiration branchiale et pulmonaire.

## Description
Ils sont caractérisés par la présence d'un poumon fonctionnel en plus des branchies. Cet organe dérive de structures primitives qui ont évolué vers des vessies natatoires dans les lignées aquatiques comme les actinoptérygiens ou vers des poumons fonctionnels dans les lignées plus adaptées à la vie terrestre comme les dipneustes et les premiers tétrapodes.
- Comme les autres sarcoptérygiens, leurs nageoires ventrales s'attachent sur la ceinture scapulaire par un seul os, annonçant les membres des tétrapodes. À savoir :
  - nageoire pectorale allongée, avec de nombreux mésomères ;
  - tubules rostraux ;
  - ramifications postérieures dans les ailerons dorsaux postérieurs.
- Ils sont aussi caractérisés par des plaques dentaires broyeuses. L'émail de leurs dents entrant dans les cavités constituant la cosmine.
- Os pinéal non entouré par les pariétaux.
- Le canal sensoriel infraorbital suit la suture prémaxillaire.

Les dipneustes respirent à l'air libre et peuvent descendre jusqu'à 30 mètres de profondeur. Ils peuvent ramper dans la boue (Neoceratodus fosteri d'Australie). Certains dipneustes (Protoptère d'Afrique et Lépidosirène d'Amérique) s'enkystent en été : ils creusent un terrier dans la vase hors de l'eau en début de saison sèche et sécrètent un mucus qui les enferme dans un cocon ; ils peuvent y rester plusieurs années (en fonction de la durée de la sécheresse) avant d'en ressortir dès la première pluie,. Ce cocon est, d'après de récentes découvertes, "un tissu vivant" possédant "des propriétés antimicrobiennes", un "système immunitaire externalisé"

## Liste des ordres, familles, genres et espèces
Sous-classe des Dipnoi
- super-ordre des Ceratodontimorpha
  - ordre des Ceratodontiformes
    - famille des Ceratodontidae
      - genre Neoceratodus Castelnau, 1876
        - espèce Neoceratodus forsteri (Krefft, 1870) —- Dipneuste d'Australie
        - espèce Neoceratodus africanus Haug 1905 † (Afrique)
        - espèce Neoceratodus tuberculatus Tabaste 1870 † (Afrique)

  - ordre des Lepidosireniformes
    - famille des Lepidosirenidae
      - genre Lepidosiren Fitzinger, 1837 —-  Dipneuste sud-américain
        - espèce Lepidosiren paradoxa Fitzinger, 1837

    - famille des Protopteridae
      - genre Protopterus Owen, 1839 —-  Dipneustes africains
        - espèce Protopterus aethiopicus Heckel, 1851
        - espèce Protopterus amphibius (Peters, 1844)
        - espèce Protopterus annectens (Owen, 1839)
        - espèce Protopterus dolloi Boulenger, 1900